# 平桥镇 (溧阳市)
平桥镇，是中华人民共和国江苏省常州市溧阳市下辖的一个已撤销乡镇级行政单位，位于溧阳市南端。2004年并入天目湖镇。

## 历史
清代属得隨區，中华民国初属惠隨鄉（乡公所驻戴埠，下设74图）。1929年改市乡制为区－乡二级制，建山丫橋鄉（驻山丫橋村），属戴埠區（1935年改称第六區），1936年合并乡镇后改为南汇乡，仍驻山丫橋村，1947年改属丁山橋區（区署驻丁山桥）。
1949年建立平橋、山丫等乡（属县辖戴埠區），1957年撤销平桥乡并入山丫乡，同年撤销县辖区级建制，山丫乡直属溧阳县。1958年山丫乡改称山丫公社，同年因修建沙河水库（即天目湖）淹没山丫桥村，山丫公社迁驻平桥村，改称平桥公社。1983年改为平桥乡。
1995年平桥撤乡建镇，2004年撤销平桥镇并入天目湖镇。

## 行政区划
撤销前平桥镇下辖以下地区：
平桥社区、桥下村、杨村、东渚村、平桥村、青山村、横塘村、下宋村、梅岭村、中田村、吴村和新村。                           